# ابوخشب

تعديل مصدري - تعديل

ابوخشب هي إحدى قرى عزلة جعار بمديرية خنفر التابعة لمحافظة أبين، بلغ تعداد سكانها 101 نسمة حسب تعداد اليمن لعام 2004.